# Hedwigia ciliata

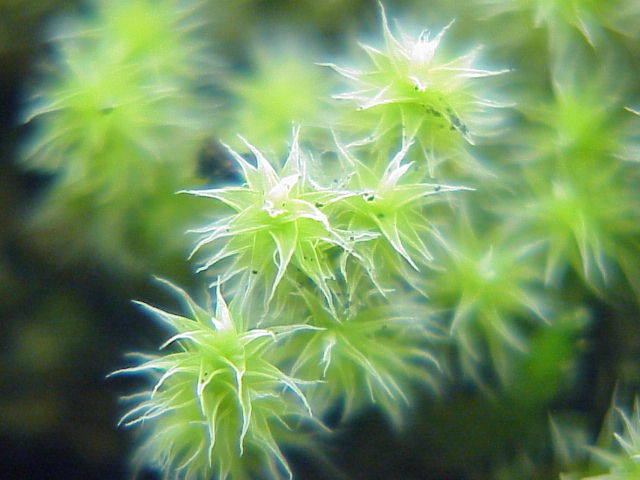
Hedwigia ciliata, mit sich am Blattrand herabziehenden durchscheinenden Spitzen.

Hedwigia ciliata ist ein Laubmoos, das in Mitteleuropa nicht selten auf kalkfreiem Gestein anzutreffen ist und dort durch seine in feuchtem Zustand weißlich-grüne Farbe auffällt. Es wurde von den Mitgliedern der Bryologisch-lichenologischen Arbeitsgemeinschaft für Mitteleuropa e. V. (BLAM) zum Moos des Jahres 2014 gewählt.

## Beschreibung
Das unregelmäßig verzweigte Moos bildet oft ausgedehnte Rasen. Die Stämmchen, die bis 10 cm lang sein können, wachsen an den Triebspitzen mehr oder weniger aufrecht und sind dann bis 3 cm hoch.
Die Blätter liegen in trockenem Zustand mehr oder weniger dem Stängel an, in feuchtem sind sie eher sparrig abstehend, oft auch ein wenig einseitswendig. Sie sind etwas hohl, rippenlos, von der Form her eilänglich und vorne in eine durchscheinende (hyaline) Spitze ausgezogen. Diese ist gezähnt, während der Rest des Blattrands glatt ist. Der hyaline Teil des Blattes zieht sich oft ein wenig am Blattrand herab. Er verleiht dem Moos in feuchtem Zustand einen blass- bzw. weißlich-grünen Farbton, in trockenem Zustand eine graue Farbe.
Die Zellen der Blattspreite sind im oberen Teil unregelmäßig dickwandig, rundlich und mit oft verzweigten Papillen besetzt. Gegen die Basis des Blattes sind sie länger und getüpfelt.
Die kugelige Kapsel ist fast ungestielt und deshalb in die Blätter eingesenkt. Sie besitzt kein Peristom, aber eine kegelige, mützenförmige Kalyptra.

## Verbreitung und Standortansprüche
Die Art wächst an mehr oder weniger exponierten Stellen auf kalkfreiem Gestein, insbesondere auf Silikatgestein, sowie an nicht zu sonnigen Stellen auf Blockschutthalden.
Sie ist fast kosmopolitisch verbreitet. In Mitteleuropa findet man sie in den Gebirgen und den Mittelgebirgen recht häufig, im Flachland inzwischen seltener.

## Systematik
Man unterscheidet zwei Varietäten:
- var. ciliata (Hedw.) Ehrh. ex P. Beauv.: Der hyaline Teil der Blätter macht nur bis ca. 33 % der Blattlänge aus. Er ist nur an der Basis noch papillös. In trockenem Zustand ist er von grau-weißer Farbe und bildet keinen starken Kontrast zum Rest des Blattes.
- var. leucophaea (Hedw.) Ehrh. ex P. Beauv.: Der hyaline Teil der Blätter mach bis zu 55 % oder 65 % der Blattlänge aus und ist, bis auf die Spitze deutlich papillös. In trockenem Zustand ist er reinweiß und bildet einen starken Kontrast zum Rest des Blattes.

In jüngerer Zeit wird manchmal die Art Hedwigia stellata Hedenäs von dieser Art abgetrennt. Sie unterscheidet sich von Hedwigia ciliata s. str. durch die zurückgekrümmten Glashaare und die Blattzellen, die nur ein bis zwei Papillen tragen (1–4 Papillen bei Hedwigia ciliata s. str.). Ob der Artstatus für H. stellata erhalten bleibt, scheint aber noch zweifelhaft.